# Mila Zeiger
Mila Zeiger (Nascida Emilja Liberman, em 6 de fevereiro de 1929 em Varsóvia), empresária na área de moda, contribuiu para a introdução prêt-à-porter no Brasil. Nos anos 50, fundou com o marido David Zeiger e os pais David e Rachel Liberman a Cia. Pullsport de Malharia, na qual desenvolveu coleções baseadas em tendências europeias e norte americanas por três décadas, com início na década de 1950.
Mila Zeiger era uma ávida socialite, tendo frequentado figuras influentes da política, da alta sociedade e do mundo artístico.

## Infância e Juventude
Mila foi criada pelos avós na Ucrânia. Com quase cinco anos de idade, foi novamente unida aos pais David e Rachel Liberman que viviam em Paris.  Sua permanencia com os pais nao foi possível, pois o casal vivia num pequeno estúdio, que durante o dia funcionava como atelier de moda. Mila foi enviada a um internato para filhos de imigrantes russos, nas proximidades de Fontainebleau.
No início da segunda Guerra Mundial, o internato foi fechado, e Mila foi hospedada em Biarritz pelo casal de aristocratas que anteriormente havia fundado o internato.  Durante dois anos, frequentou a escola publica local.  Na ocasiao da ocupação nazista em Paris, Rachel e David Liberman fugiram com a filha de quase 12 anos para Portugal. Permaneceram em Figueira da Foz, um vilarejo de pescadores, durante 6 meses. Ao fim desse período, a família recebeu um visto para imigrar ao Brazil.
Os Liberman instalaram-se em São Paulo, onde reabriram o seu atelier com o mesmo nome parisiense de Micheline Sport.  Mais tarde abriram a loja Marie Claire, que se tornou uma rede. Mila foi enviada inicialmente ao Colegio Sion, e depois transferiu-se para o American Graded School, onde terminou seus estudos no nível colegial.

## Carreira
Mila casou-se aos 20 anos com o empresário David Zeiger, dono da firma Goomtex, fabricante de sobretudos e capas de chuva. Nos anos 60, a Goomtex foi integrada à Pullsport.
No auge do sucesso, a Pullsport produzia 40 mil peças por mês, e contava com quinhentos empregados na área de produção, além de um numeroso grupo de costureiras externas.
Mila Zeiger produzia uma moda dirigida ao gosto brasileiro em escolhas de textura, cores, detalhes e corte.  Sob a sua tutela, a Pullsport utilizou na maior parte fibras e tecidos sintéticos, que possuiam o aspecto de materiais de luxo, mas eram de preço mais acessível à consumidora.

## Morte
Depois da morte de David Zeiger em 1981, o mercado da moda transformou-se no Brasil, e a Pullsport sofreu revezes dentro do modelo que havia inicialmente desenvolvido o seu sucesso comercial.  Mila Zeiger, então casada com o oncologista David Erlich, liquidou o negócio em 1988.
Na mesma década, Mila contraiu hepatite C, na ocasião de uma transfusão de sangue. A doença progrediu, quase lhe tirando a vida no início de seus 80 anos. Com o advento de um novo remédio, Mila foi curada, mas faleceu aos 86 anos depois de um tombo que resultou numa hospitalização. Sua morte ocorreu no dia em que estava marcado o lançamento de sua biografia  escrita pela autora Marleine Cohen, "Mila Zeiger: Estampas de Uma Vida".

## Sucesso
Na década de 70, o casal Mila e David Zeiger frequentou a alta sociedade paulista, sendo constantetemente citado na coluna social Tavares de Miranda.  A parceria da Pullsport com a Rhodia gerou uma série de eventos de alta criatividade, dos quais participaram artistas como Aldemir Martins, Livio Rangan, Zacharias do Rego Monteiro, Tulio Costa, Maria Della Costa, Nara Leão, além da supermodelo Mila Moreira (hoje atriz).
A Pullsport vestiu os elencos femininos do filme Roberto Carlos Em Ritmo de Aventura, e do show de TV Família Trapo.